# Кристо (Вербано-Кузио-Осола)
Кристо је насеље у Италији у округу Вербано-Кузио-Осола, региону Пијемонт.
Према процени из 2011. у насељу је живело 10 становника. Насеље се налази на надморској висини од 744 м.